# Hôn nhân cùng giới ở Nevada
Hôn nhân cùng giới đã được công nhận hợp pháp tại tiểu bang Nevada của Hoa Kỳ kể từ ngày 9 tháng 10 năm 2014, khi một thẩm phán tòa án quận liên bang ban hành lệnh cấm việc cấm thi hành hôn nhân cùng giới của Nevada, theo lệnh của Tòa án Ninth Circuit kháng cáo. Một hội đồng ba thẩm phán nhất trí của Ninth Circuit đã ra phán quyết hai ngày trước đó rằng lệnh cấm của nhà nước đối với hôn nhân cùng giới là vi hiến. Hôn nhân cùng giới trước đây đã bị cấm bởi một sửa đổi Hiến pháp Nevada được thông qua năm 2002.
Nevada đã công nhận các cặp cùng giới kể từ ngày 1 tháng 10 năm 2009, thông qua quan hệ đối tác trong nước, sau khi cơ quan lập pháp của bang ban hành luật áp đảo quyền phủ quyết của Thống đốc Jim Gibbons. Nhà nước duy trì một cơ quan đăng ký đối tác trong nước cho phép các cặp cùng giới được hưởng các quyền giống như các cặp vợ chồng. Nó cho phép các cặp đôi khác giới cũng thiết lập quan hệ bạn đời trong nước.

## Lịch sử

### Sửa đổi hiến pháp
Cử tri Nevada đã chấp thuận Câu hỏi 2, một sửa đổi đối với Hiến pháp Nevada cấm kết hôn cùng giới, bằng 69,6% vào năm 2000 và 67,1% vào năm 2002. Richard Ziser, một nhà đầu tư bất động sản, đứng đầu Liên minh Bảo vệ Hôn nhân, đã lãnh đạo chiến dịch thành công thành công trong việc sửa đổi Hiến pháp bang Nevada để xác định hôn nhân là sự kết hợp giữa "một nam và một nữ".
Vào năm 2013, một năm trước khi Tòa án phúc thẩm vòng thứ chín bãi bỏ lệnh cấm kết hôn cùng giới của Nevada (xem bên dưới), cơ quan lập pháp tiểu bang bắt đầu làm việc về luật để bãi bỏ lệnh cấm hiến pháp và thay thế giới tính của nó định nghĩa trung lập của hôn nhân. Thượng viện đã phê chuẩn luật như vậy vào ngày 22 tháng 4 trên phiếu bầu 12-9. và Hội đồng đã thông qua nghị quyết vào ngày 23 tháng 5 bằng một cuộc bỏ phiếu 27-14. Nó sẽ phải được sự chấp thuận của Lập pháp 2015 và bởi các cử tri trong cuộc bầu cử năm 2016 để có hiệu lực. Tuy nhiên, khi đảng Cộng hòa nắm quyền kiểm soát cơ quan lập pháp sau năm 2014, không có cuộc bỏ phiếu thứ hai nào được tổ chức.
Vào ngày 1 tháng 2 năm 2017, sau khi đảng Dân chủ nắm quyền kiểm soát Lập pháp sau năm 2016, luật pháp giống hệt đã được đưa vào cơ quan lập pháp nhằm hủy bỏ lệnh cấm kết hôn hiện nay đối với Hiến pháp cùng giới trong Hiến pháp . Nếu được phê duyệt vào năm 2017 và 2019, nó sẽ được đưa vào lá phiếu năm 2020 để được các cử tri chấp thuận. Nghị quyết (được gọi là AJR2) đã thông qua Hội đồng vào ngày 9 tháng 3 năm 2017, trong một cuộc bỏ phiếu 27-14 và thông qua Thượng viện vào ngày 1 tháng 5 năm 2017, trong một cuộc bỏ phiếu 19-2. Thượng viện sửa đổi nó để bao gồm một sự miễn trừ tôn giáo. Dự luật đã trở lại Hội đồng để phê chuẩn sửa đổi của Thượng viện, mà Hội đồng đã làm vào ngày 2 tháng 5 năm 2017. Nghị quyết đã trở lại cơ quan lập pháp vào tháng 2 năm 2019. Nó đã được Hội đồng phê duyệt vào ngày 29 tháng 3, trong một cuộc bỏ phiếu 38–2. Nếu được Thượng viện phê chuẩn trong phiên họp hiện tại, biện pháp này sẽ được bỏ phiếu tại Nevada vào tháng 11 năm 2020.

### Vụ kiện liên bang
Vào ngày 10 tháng 4 năm 2012, Lambda Legal đã đệ đơn kiện trong Tòa án Hòa Kỳ cho Nevada. Trong trường hợp Sevcik v. Sandoval, họ lập luận rằng "Không có lợi ích hợp pháp ... tồn tại để loại trừ các cặp cùng giới khỏi tổ chức hôn nhân lịch sử và được tôn trọng, đặc biệt là khi Nhà nước cấp cho đồng tính nữ và đồng tính nam quyền truy cập gần như tất cả các quyền và trách nhiệm vợ chồng thông qua quan hệ đối tác trong nước đã đăng ký." Vụ việc nêu lên yêu cầu bảo vệ bình đẳng nhưng không khẳng định quyền kết hôn cơ bản.
Vào ngày 29 tháng 11 năm 2012, Thẩm phán Robert C. Jones phán quyết chống lại các nguyên đơn, cho rằng "việc duy trì thể chế hôn nhân dân sự truyền thống như giữa một nam và một nữ là lợi ích hợp pháp của nhà nước". Quyết định này đã được kháng cáo lên Tòa án phúc thẩm vòng thứ chín.
Vào tháng 2 năm 2014, tiểu bang đã rút lại sự bảo vệ ngắn gọn về lệnh cấm kết hôn cùng giới của Nevada. Thống đốc Brian Sandoval tuyên bố: "Rõ ràng là vụ án này không còn được bảo vệ trước tòa". Vào ngày 7 tháng 10 năm 2014, Tòa án phúc thẩm vòng thứ chín đã đảo ngược quyết định của tòa án quận liên bang ở Nevada và trả lại cho tòa án quận, yêu cầu ban hành lệnh cấm thi hành luật cấm sửa đổi của Nevada. hôn nhân tình dục. Tòa án cho rằng lệnh cấm kết hôn cùng giới của Nevada đã cấu thành vi phạm các cặp cùng giới 'Sửa đổi thứ mười bốn để được bảo vệ bình đẳng. Tòa án cũng áp dụng sự xem xét kỹ lưỡng khi kết luận rằng lệnh cấm của Nevada cấu thành sự phân biệt đối xử trên cơ sở khuynh hướng tình dục. Vào ngày 9 tháng 10, Thẩm phán James C. Mahan đã ban hành lệnh cấm và các cặp cùng giới bắt đầu xin giấy phép kết hôn.

### Thời hiệu
Từ năm 1975 đến 2017, cuộc hôn nhân của Nevada thời hiệu (NRS 122.020) tuyên bố rằng "một người đàn ông và một người phụ nữ ... có thể tham gia vào hôn nhân".
Vào ngày 21 tháng 2 năm 2017, một dự luật để đưa ra luật hôn nhân theo luật định trung lập về giới tính đã được đưa ra trong Hội đồng. Nó đã thông qua Hội đồng vào ngày 17 tháng 4, trong cuộc bỏ phiếu 28-10 và thông qua Thượng viện vào ngày 17 tháng 5, trong cuộc bỏ phiếu 20-1. Dự luật được ký bởi Thống đốc vào ngày 26 tháng 5 và có hiệu lực vào ngày 1 tháng 7 năm 2017. Định nghĩa về hôn nhân theo luật thời Nevada là như sau:
Trừ khi có quy định khác trong phần này, hai người, không phân biệt giới tính, ít nhất 18 tuổi, không gần họ hàng hơn anh em họ hoặc anh em họ cùng huyết thống và không có vợ/chồng sống, có thể kết hôn.